# Уланов, Владимир Иванович
Владимир Иванович Уланов — российский писатель, журналист, общественный деятель, автор исторических и историко-героических романов, член ИСП, СРП. Его произведения публиковались за границей: в Лондоне, Будапеште, Молдове, Таджикистане.

## Биография
Владимир Иванович Уланов родился 1 ноября 1946 года на руднике «Разведка», Алтайского края, Смоленского района.
Школьные годы писателя прошли в Республике Алтай. С первого и по восьмой класс он учился в школе на руднике Веселом. Старшие классы прошли в школе Горно-Алтайска. 11-й класс Владимир Уланов окончил экстерном в 1969 году. В свободное от учебы время подрабатывал подсобным рабочим в геологической партии.
После школы Владимир Уланов поступил в Тувинский университет (г. Кызыл) на факультет биологии.
Год окончания обучения — 1976 г.
В 1977 г. окончил Московский университет искусств, где учился на факультете изобразительного искусства.
В 1980 году В. И. Уланов с семьей переехал в Душанбе. Причиной переезда стало заболевание сына (астма). В 1985 г. Владимир Уланов окончил аспирантуру по теории и истории педагогики Государственного педагогического института Душанбе. В период обучения работал в художественной школе директором.
Имея несколько высших образований в разных сферах, В. И. Уланов стал специалистом в нескольких областях — психология, педагогика, искусствоведение.
Жена - Уланова Валентина Павловна (24.12.1946 - 18.07.2021 г.). Дочь Наталья, внуки - Юрий, Николай
Умер 13 июля 2021 г. от COVID-19.

## Творчество
Первые шаги в писательской карьере были сделаны Владимиром Улановым в 1976 году. Писатель опубликовал несколько статей по теме своей научной работы. Также он стал публиковать свои статьи в местных печатных изданиях (газетах и журналах).
Начиная с 1983 г. В. И. Уланов стал активно печататься в городских изданиях Душанбе: «Вечерний Душанбе», «Учитель», «Комсомолец Таджикистана», «Коммунист Таджикистана». Оценить талант молодого писателя смогли также читатели «Работницы», «Школы и производства», «Пионера» и «Советской школы». Примерно в эти же годы началась работа над романом «Бунт», которые стал одним из самых удачных произведений автора.
В 1986 г. была опубликована книга на одну из актуальнейших в тот период тем: «Наглядная агитация и информация по профессиональной ориентации школьников на рабочие профессии». Тираж издания составил 20 000 экземпляров. Через год работа была представлена для получения премии Н. К. Крупской.
В 1992 г. писатель с семьей переехал в Архангельскую область, город Вельск. Здесь автор активно печатался в районных газетах. Примерно в этот период писатель написал несколько юмористических статей (например, «Веселый маршрут»).
В 2002 г. общим тиражом 6 000 экземпляров были опубликованы сразу обе части романа «Бунт».
В 2004 г. в рамках совета конкурса «Российский сюжет — 2004» «Бунт» был признан в качестве одного из лучших произведений.
В 2006 г. писатель закончил работу над романом «Искушение».
В 2007 году писатель был номинирован на премию «Забавная надпись». В это же время он учредил в Вельске "Региональный Союз писателей «Поважье» и стал регулярно печатать альманах «Поважье». 2007 год стал насыщенным в жизни автора. Это и выпуск сборника стихов, и номинация романа «Бунт» на Шукшинскую премию. Роман был по достоинству оценен членами комиссии.
В 2008 году Владимир Уланов стал одним из членов Союза писателей России. Его кандидатура была рекомендована лауреатом Золотой медали Фадеева Суховским В., лауреатом Государственной премии и секретарем Союза писателей Российского Союза писателей Парпара А., лауреатом премии «Ясная Поляна» Личутиным В.
В 2010 году «Княжеский крест» был награжден дипломом и получил национальную международную литературную премию «Золотое перо России». В этом же году В. И. Уланов стал лауреатом сразу двух премий «Историческое наследие» и «Золотое перо Руси».
В 2012 году автор опубликовал сборник стихов «Я жизни строки посвятил».
В 2013 году была закончена работа над историческим романом «Трагедия царя Бориса».
С 2016 г. автор публикует электронные версии своих книг.
Книги Владимира Ивановича Уланова издаются в больших тиражах и в бумажном, и в электронном виде.

## Основные публикации в Библусе
У писателя зарегистрировано в Библусе 53 издания книг, в том числе.
- Искушение (2017)
- Сборник стихов. Калина красная (2017)
- Алкоголизм (2012)
- Бунт (2002-06)
- Бунт книга 1 (2017)
- Бунт книга 2 (2017)
- Бунт. Исторический роман. Книга I (2018)
- Бунт. Исторический роман. Книга II (2018)
- Вред курения (2012)
- Депрессия, страхи, неуверенность (2012)
- Искушение (2006-10)
- Искушение. Исторический роман (2018)
- Княжеский крест (2010-17)
- Княжеский крест. Исторический роман (2018)
- Кухня для Вашего стола (2010)
- Лучшие советы и рецепты для вашего здоровья (2017)
- Наглядная агитация и информация по профессиональной ориентации школьников на рабочие профессии (1986)
- Ожирение (2012)
- Очищение временем (2007)
- Помоги себе (2010)
- Простые рецепты для вашего здоровья (2010-18)
- Собрание сочинение том 1 (2012)
- Собрание сочинение том 2 (2012)
- Собрание сочинений том 3 (2012)
- Собрание сочинений том 4 (2012)
- Собрание сочинений в 5 томах. (2014)
- Собрание сочинений в 6 томах. (2014)
- Тайна Сириуса (2014)
- Тайна Сириуса - фантастика (2019)
- Тайна Сириуса.Фантастический роман. (2018)
- Трагедия царя Бориса (2013-17)
- Трагедия царя Бориса. Исторический роман (2018)
- Узнай тайное (2014)

## Публикации цифровые
В 2016 году писатель приступил к публикации электронных книг:
- https://7books.ru/book_autor/vladimir-ivanovich-ulanov/
- https://andronum.com/avtory/ulanov-vladimir/
- http://rulit.org/read/644
- http://geum.ru/next/art-90787.php
- http://knigi-tut.net/avtor/Владимир%20Уланов
- https://www.books.ru/author/ulanov-888792/

## Престижные конкурсы
Уланов Владимир дважды лауреат премий «Золотое перо Руси», «Историческое наследие» (2010) и «Забавная надпись» (2007). Награжден Российской литературной премией — 2018 года.

## Награды
- Награжден медалью им. Кирилла и Мефодия за крупный вклад в славянскую словесность.
- Награжден медалью «За заслуги в области культуры и искусства».
- Награжден медалью поэта-героя Великой Отечественной войны Бориса Богаткова «За высокий вклад в развитие русской литературы и воспитание патриотизма в подрастающем поколении».
- Награжден Почетным знаком Лондонской литературной премии 2019 года.
- Решением Президиум Российского Союза писателей награжден медалью Анны Ахматовой и Сергея Есенина за значительный вклад в развитие русской литературы.
- Награжден благодарность за активное участие в литературном процессе России от Государственной Думы Федерального Собрания Российской Федерации.
- Награжден звездой «Наследие» за 2020 год.
- Решением Президиум Российского Союза писателей награжден медалью Ивана Бунина за значительный вклад в развитие русской литературы.

## Публикации в литературных журналах
1. Литературно-художественный журнал."Союз писателей" № 2. 2020. Романы современного писателя Владимира Уланова о прошлом ради будущего. Рецензия и критика. Иван Романов. Стр. 21-23.
2. Литературный журнал «Российский колокол». «Двадцать лет писательского труда» — Анастасия Лямина, шеф-редактор журнала "Российски колокол. Опубликовано 10.04.2020 в 08:20 в рубрике «Наши новости»
3. Журнал «ЛитеRRа Nova» — территория литературы № 3(22)2020 Рецензент. Елена Юрина."Княжеский крест" Владимира Уланова. Стр. 128—131.
4. Журнал «ЛитеRRа Nova» — территория литературы. № 4(23) 2020 год. декабрь. Владимир Уланов. Калина красная. Поэзия. Стр. 25-30.

## Статьи о писателе в интернете
https://proza.ru/avtor/ulanovvova
https://author.today/u/uvi2012
http://www.euraspravda.ru/novosti/kultura/nagrazhdeny-nominanty-i-laureaty-rossiyskoy-litera.html
https://allll.net/w/index.php?title=Владимир_Иванович_Уланов
https://www.bankfax.ru/news/44177
http://rulit.org/read/644
https://eanews.ru/news/news/i115461

## Список публикаций в альманахах и журналах
1. Золотая строфа 2009 г. Выпуск № 1. Стр 254.
2. Национальная литературная премия. Писатель года 2013. Книга 18. Москва 2014. Стр. 261.
3. Наследие 2015. Книга пятнадцатая. Москва 2015. Стр. 49.
4. Национальная литературная премия «Писатель года» Фантастика 2016. Москва 2017. Стр.153.
5. Российский колокол. № 4. Москва, 2017 Стр. 153.
6. Российский колокол «Осенний поцелуй» Москва, 2017. Стр.163.
7. Литературная премия. Проза. Наследие 2017. Книга первая. Москва. 2017. Стр.97.
8. Литературная премия имени Сергея Есенина «Русь Моя». Книга четвертая. Москва, 2017. Стр. 226
9. Российский колокол «Ах какая женщина…» Москва 2017. Стр. 220.
10. Российский колокол. Выпуск № 1. Москва, 2017. Стр 173.
11. Литературная премия имени Сергея Есенина «Русь моя». Книга 3. Москва, 2017.Стр.55.
12. Наследие. Литературная премия 2015 г. Книга пятнадцатая. Москва 2015. стр.49-50
13.Российский колокол. Спецвыпуск «Бессмертный полк». Москва, 2018. Стр. 237
14.Российский колокол. Спецвыпуск «Номинанты Российской Литературной премии – 2018».Выпуск № 2.Москва 2018. Стр.208-287.
15.Российский колокол «Зимний вечер» Москва  2018. Стр. 91-95.
16.Российский колокол 2019 "Рождественская феерия" Москва 2020. Стр.103-109 .
17. Альманах "Наследие 2017". Москва 2017. Литературная премия "Наследие". Стр.97-98.
18. Писатель года 2019. Книга 10. Национальная литературная премия "Писатель года". Москва 2020. "Издательство РСП".  Стр. 97-102.
19.  "Русь моя" 2020. Книга девятая. Сборник произведений номинантов литературной премии имени Сергея Есенина."Издательство СРП", 2020. Стр. 271- 275.
20. Поэтический альманах."Слово о любви" Том 2. Издательство КНИГА.РУ. 2020. Стр.155-157.
21. Альманах. Российский колокол. Спецвыпуск."История любви" Выпуск № 2. Москва, 2020. Стр. 148-152.